# Purgatorio - Canto trentesimo

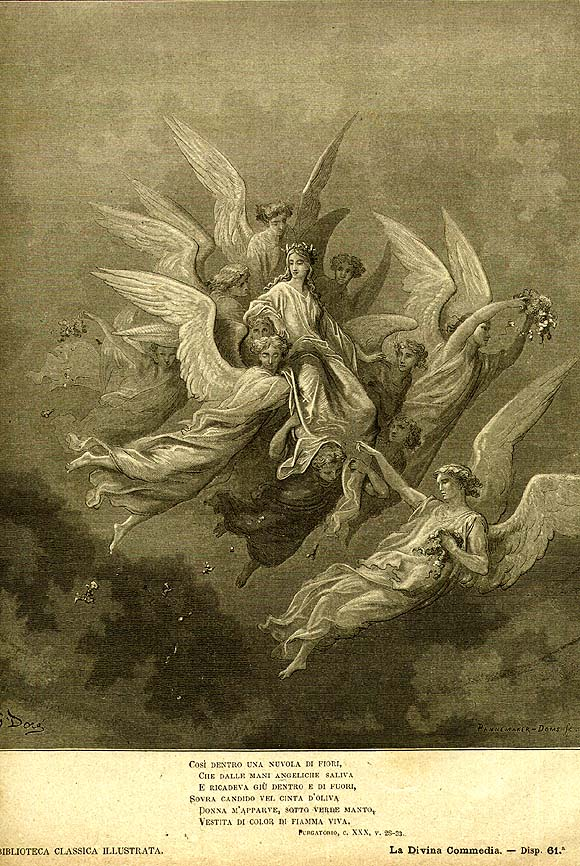
Apparizione di Beatrice, illustrazione di Gustave Doré

Il canto trentesimo del Purgatorio di Dante Alighieri si svolge nel Paradiso terrestre, in cima alla montagna del Purgatorio, dove le anime che hanno compiuto l'espiazione si purificano prima di accedere al Paradiso; siamo nel mattino del 13 aprile 1300, o secondo altri commentatori del 30 marzo 1300.

## Incipit
(Anonimo commentatore dantesco del XIV secolo)

## Temi e contenuti
- Apparizione di Beatrice - versi 1-39
- Sparizione di Virgilio - vv. 40-54
- Rimproveri di Beatrice - vv. 55-145

## Sintesi
Continua la descrizione della processione simbolica comparsa nel canto precedente, che si ferma all'inizio di questo canto. Uno dei ventiquattro anziani che la precedevano (questi ventiquattro «seniori» sono detti qui «gente verace», al v. 7, perché rappresentano i libri della Bibbia, in quanto ispirata da Dio), come ispirato dal cielo, acclama tre volte, seguito da tutti gli altri: «Veni, sponsa, de Libano!» (Vieni, o sposa, dal Libano), parole del Cantico dei Cantici di Salomone nelle quali tradizionalmente si identifica la sponsa con la Chiesa. In risposta si levano le voci degli angeli sul carro, che cantano «Benedictus qui venis!» (Benedetto tu che vieni), le parole che nel Nuovo Testamento gli ebrei rivolgono a Gesù quando questi entra in Gerusalemme — e «Manibus, o date, lilia plenis!» (Spargete gigli a piene mani), citazione dall'Eneide VI, dove si compiangeva la morte prematura di Marcello, erede di Augusto —.
È l'alba — momento allegorico di rinascita e speranza — e con questa similitudine viene introdotta l'apparizione di Beatrice, che appare velata dalla nuvola di fiori gettatale dagli angeli, vestita con un abito rosso fuoco (allegoria della carità), coperto da un mantello verde (allegoria della speranza), e con un velo candido (allegoria della fede: quindi le tre virtù teologali), e cinta da una corona di ulivo, pianta sacra a Minerva che rappresenta la sapienza. Dante non può ancora vederla, ma già ne sente la potenza — secondo un modulo tipico della poesia di Cavalcanti — e, tremante, si volge a Virgilio pronto a citare le sue stesse parole «Conosco i segni de l'antica fiamma» (v. 48: tratti dall'Eneide IV, ov'erano pronunciati da Didone): ma Virgilio è sparito, se n'è andato, e Dante per lo sconforto piange.

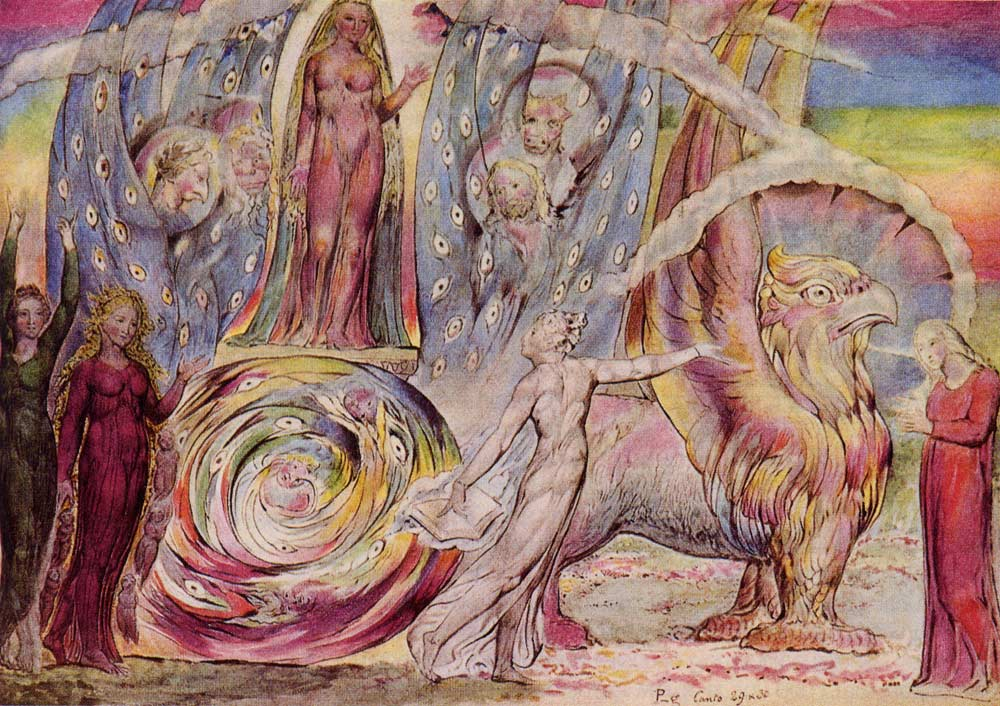
Apparizione di Beatrice, William Blake

Virgilio se n'è andato, alle soglie del Paradiso terrestre, perché la sua figura rappresenta la ragione umana, e la sua funzione è esaurita: perché Dante apprenda i misteri della fede e si avvicini a Dio occorre ora la ragione divina, la teologia, rappresentata da Beatrice. La scomparsa di Virgilio è carica di pathos, soprattutto in quanto non viene descritta direttamente, e fa piangere Dante, che in tal modo sporca di nuovo le proprie guance pulite dalla rugiada prima di entrare nel Purgatorio (vedi il canto I). A rimproverarlo di questa manifestazione umana interviene bruscamente Beatrice, chiamandolo per nome (unica volta in tutta la Commedia, come ci ricorda Dante stesso ai vv. 62-63).
«Dante, non piangere ora, per la partenza di Virgilio: dovrai infatti piangere per ben altro dolore!». Beatrice si erge sul carro di là dal fiume Lete come un ammiraglio, regalmente proterva, continuando: «Guardami, sono proprio io, Beatrice! Come ti sei permesso di accedere al monte (del Purgatorio)? Non sapevi che qui l'uomo è felice?». Con sarcasmo e ironia gli rimprovera il suo pianto, facendogli abbassare gli occhi dalla vergogna, e gli angeli intervengono in suo favore cantando un salmo di fede nella misericordia divina: «In te, Domine, speravi», fino a «... pedes meos». Per la vergogna, allora, Dante piange di nuovo.
In risposta agli angeli, ma in realtà rivolta a lui, Beatrice espone allora le colpe di lui, perché la colpa e il dolore — dice — siano in eguale misura (perché cioè Dante si penta quanto deve del suo peccato): «Non solo per l'influsso dei cieli alla sua nascita, ma anche per la generosità della grazia divina, troppo alta per essere nota agli uomini, Dante ebbe tali potenzialità nella sua giovinezza, che avrebbe potuto dare ammirevoli prove di sé. Io lo sostenni per qualche tempo con il mio volto, mostrando i miei giovani occhi a lui e indirizzandolo sulla retta via, ma quando morii, egli si distolse da me, e si diede a un'altra: quando ascesi da carne a spirito e crebbi in bellezza e virtù, io gli fui meno gradita, ed egli si diresse su una via non vera, seguendo false immagini di bene che non rendono per intero ciò che promettono. Né mi valse richiedere ispirazioni a Dio, con le quali lo richiamai in sogno e per altri mezzi: così poco gliene importò! Cadde così in basso, che per salvarlo dalla perdizione non ci fu altro modo che mostrargli le perdute genti (l'Inferno), ed è per questo che visitai il Limbo, che è la soglia dell'Inferno, e piangendo chiesi a Virgilio di guidarlo. La volontà divina sarebbe infranta, se egli passasse il Lete ora, senza offrire in compenso un pentimento tale da farlo piangere.»

## Analisi del canto

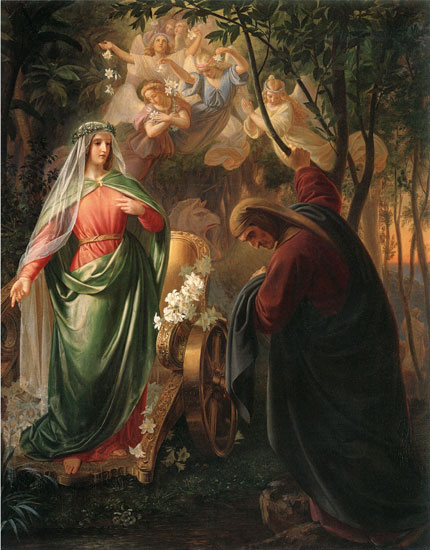
Dante e Beatrice, Carl Wilhelm Friederich Oesterly

Si assiste in questi canti a un innalzamento dello stile, che prelude già alla maggiore difficoltà del Paradiso. Notevole è l'impasto dantesco di fonti classiche e cristiane, come per esempio nelle molteplici citazioni tratte soprattutto da Virgilio e dalla Bibbia.
Al verso 55, unica ricorrenza di tutta la Divina Commedia (si tratta quindi di un hapax), compare il nome di Dante, prima parola pronunciata da Beatrice — il cui nome è pure citato, pochi versi dopo —, a meglio sottolineare l'importanza del passo, la forte connotazione autobiografica, ma anche religiosa, di una letteratura che si caratterizza come vocazione. Beatrice era stata celebrata nella Vita Nova, nella quale, secondo le convenzioni stilnovistiche, si parla di un amore puro, ma riferito sempre a una donna terrena; qui Beatrice perde i suoi connotati reali per assumere una funzione allegorica. In questo canto, poi, ella non è totalmente visibile, nascosta dal velo e dalla nuvola di fiori; tuttavia la sua potenza si fa sentire.
La sua è una presenza severa e imperiosa, è quella di un «ammiraglio» (v. 58), ma anche quella di una madre (si noti che poco prima anche Virgilio era stato indirettamente paragonato a una madre (v. 44), a meglio sottolineare la continuità della funzione rivestita dai due personaggi): si delineano così due aspetti complementari di Beatrice che meglio si definiranno nel Paradiso, quello della maestra, guida, e quello della madre affettuosa, che fa piangere il figlio (il tema del pianto è molto presente in tutto il canto, e vengono rappresentati diversi tipi di pianto: pianto di dolore, pianto liberatorio, pianto di commozione, partecipazione, e infine pianto di pentimento), ma sempre per il suo bene.
Il critico Charles Singleton applica un'interpretazione figurale alla Divina Commedia, secondo un procedimento tipico del Medioevo, perché vede nella realtà sensibile una prefigurazione di verità eterne e valorizza dei personaggi la realtà terrena che, nel disegno provvidenziale, prefigura una realtà ultraterrena. Beatrice figura della Grazia divina non è semplice allegoria, frutto di invenzione poetica, perché mantiene nella vita ultraterrena la sua realtà umana e storica. Alle soglie del Paradiso, essa giudica Dante allo stesso modo in cui farà Cristo il giorno del Giudizio Universale. In ciò si esprime la caratterizzazione figurale del personaggio, nell'essere donna reale e nell'annunciare, nel contempo, una Verità più alta e universale, al pari di Cristo.